# 青岛胶州湾隧道
青岛胶州湾隧道，是一座位於中国华东地区青岛市的海底隧道，是中国最长的海底隧道。隧道於2006年12月27日动工，並於2010年4月27日贯通，於2011年6月30日14时通车试运行。其中青岛端接线台西三路进口匝道于2009年6月8日贯通，团岛二路出口匝道于2010年10月30日贯通。2014年4月18日，隧道进行竣工验收，隧道建设项目综合评价评分为98.06分，项目符合工程验收标准，施工建设质量达到规范技术要求，工程质量和建设、运营管理水平总体达到国内领先、国际先进，工程建设项目综合评价等级为优良。

## 结构
胶州湾隧道穿越青岛胶州湾湾口海域，兩端分別位於青岛市市南区台西片区的团岛和黄岛区的薛家岛。隧道共穿越18条断层破碎带，断面最大跨度达28.20米，最深处位于海平面以下82.81米；全长7.8千米，其中海底段长约3.95千米；主隧道设计时速为80km/h，台西三路和团岛二路匝道为40km/h，机动车限速内行驶通过隧道时间可以控制在10分钟以内。隧道分为2条主隧道、1条服务隧道和2条匝道，其中主隧道均为单向三车道，净宽13.5米；匝道净宽为8.5米和9.5米。

## 客车收费标准

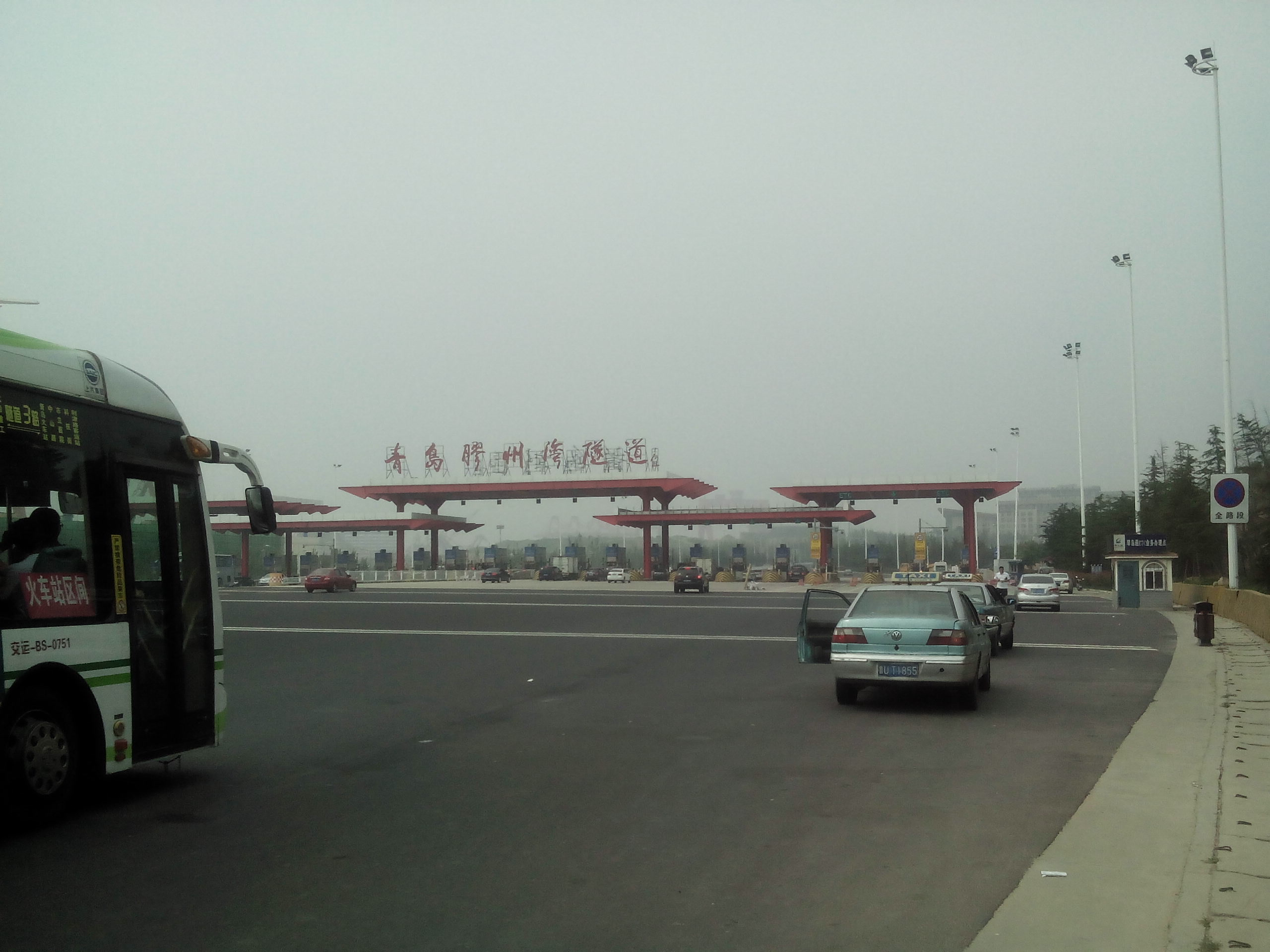
隧道收費站，在青島西海岸新區一側拍攝

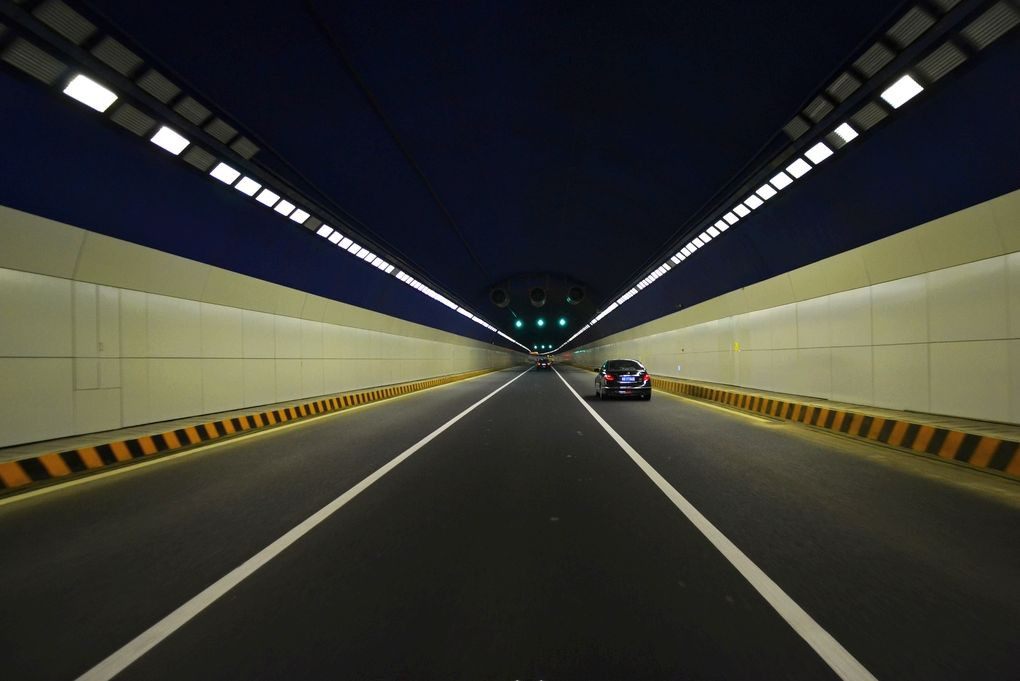
胶州湾隧道内

- 一类车(9座以下客车及出租车)—¥10，使用ETC装置通行费¥9.5[3]
- 二类车(10至19座客车)—¥55
- 三类车(20至39座客车)—¥65
- 四类车(40座或以上客车)—¥100